# Круглый скат
Круглый скат (лат. Leucoraja circularis) — вид хрящевых рыб семейства ромбовых скатов отряда скатообразных. Обитают в умеренных водах северо-восточной Атлантики, включая Средиземное море между 60° с. ш. и 37° с. ш. и между 25° з. д. и 36° з. д. Встречаются на глубине до 800 м. Их крупные, уплощённые грудные плавники образуют диск в виде ромба со заострённым рылом. Максимальная зарегистрированная длина 120 см. Откладывают яйца. Не являются объектом целевого промысла.

## Таксономия
Впервые вид был научно описан в 1838 году как Raja circularis. Видовой эпитет происходит от слова лат. circularis — «круговой».

## Ареал
Эти донные скаты обитают у в умеренных водах северо-восточной Атлантики, включая северную часть Северного моря и Средиземное море. С 1996 года не попадаются у Фарерских островов, также исчезли из Чёрного и Адриатического моря. Существуют атлантическая и средиземноморская субпопуляции. Встречаются на континентальном шельфе и в верхней части материкового склона на глубине 50—800 м. Предпочитают песчаное и илистое дно.

## Описание
Широкие и плоские грудные плавники этих скатов образуют ромбический диск с треугольным рылом и закруглёнными краями. На вентральной стороне диска расположены 5 жаберных щелей, ноздри и рот. На тонком хвосте имеются латеральные складки. У этих скатов 2 редуцированных спинных плавника и редуцированный хвостовой плавник. Рыло короткое, кончик слегка выдаётся. Дорсальная поверхность диска покрыта шипами. Перед глазами 8 шипов образуют ряд, а в области плеч формируют треугольник. На вентральной поверхности колючки покрывают только рыло, область между жаберными щелями и передний край диска. Хвост немного длиннее диска. Окраска от красновато-коричневого до тёмно-коричневого цвета, на каждом «крыле» по 4—6 кремовых пятна. Вентральная поверхность белая.
Максимальная зарегистрированная длина 120 см, средняя длина около 70 см.

## Биология
Эти скаты откладывают яйца, заключённые в жёсткую роговую капсулу с выступами на концах. Длина капсулы 8,3—9,2 а ширина 4,6—5,3 см. Молодые скаты имеют тенденцию следовать за крупными объектами, напоминающими их мать. Рацион состоит из донных беспозвоночных. Становятся половозрелыми в возрасте около 6,8—7,4 лет, продолжительность жизни оценивается в 12 лет, а поколения в 9,7 лет.

## Взаимодействие с человеком
Эти скаты не являются объектом целевого промысла. Попадаются в качестве прилова. Мясо употребляют в пищу. С 1999 года Европейский союз ввёл в Норвежском и Северном морях квотирование на добычу скатов, а с 2006 году также и временный запрет на использование жаберных сетей на глубине свыше 600 метров. Хотя в европейских водах с 2008 года глубоководный промысел сокращается, численность популяции скатов снижается. Вид включён в Красный список Гринпис. В 2009 году Международный союз охраны природы изменил охранный статус вида с «Уязвимый» до «Вымирающий».